# Jozef van Saksen-Altenburg
Jozef George Frederik Ernst Karel (Hildburghausen, 27 augustus 1789 – Altenburg, 25 november 1868) was van 1834 tot 1848 hertog van Saksen-Altenburg.
Hij was de zoon van hertog Frederik en Charlotte Georgine Louise van Mecklenburg-Strelitz, dochter van Karel II van Mecklenburg-Strelitz. Op 24 april 1817 trad hij in het huwelijk met Amelie van Württemberg, kleindochter van Frederik Eugenius van Württemberg.
Hij besteeg de troon na de dood van zijn vader in 1834. Daar hij in het revolutiejaar 1848 werd geconfronteerd met een sterke democratische beweging zag hij zich op 10 april genoodzaakt een nieuwe kieswet uit te vaardigen die direct stemrecht mogelijk maakte. Verder liet hij het leger de eed afleggen op de grondwet en hief hij de censuur op. Toen hij echter aarzelde de nieuwe landdag bijeen te roepen en de leiders van de democratische beweging liet arresteren, dreigde een oproer.
Jozef liet voor zijn eigen veiligheid Saksische troepen overkomen, maar sloot toch vrede met het volk, waardoor het leger weer werd heengezonden, de gevangenen werden bevrijd, de landdag bijeengeroepen en amnestie afgekondigd. Bij besluit van de Duitse Bond vielen in oktober echter Saksische, daarna Hannoveraanse en uiteindelijk Pruisische troepen binnen, onder bescherming waarvan de regering weer enige tegenstand tegen de liberale elementen tentoonspreidde. Jozefs echtgenote stierf op 28 november 1848 en zelf toch zonder mannelijke opvolger besloot hij twee dagen later af te treden ten gunste van zijn broer George. Hij stierf in 1868 te Altenburg.

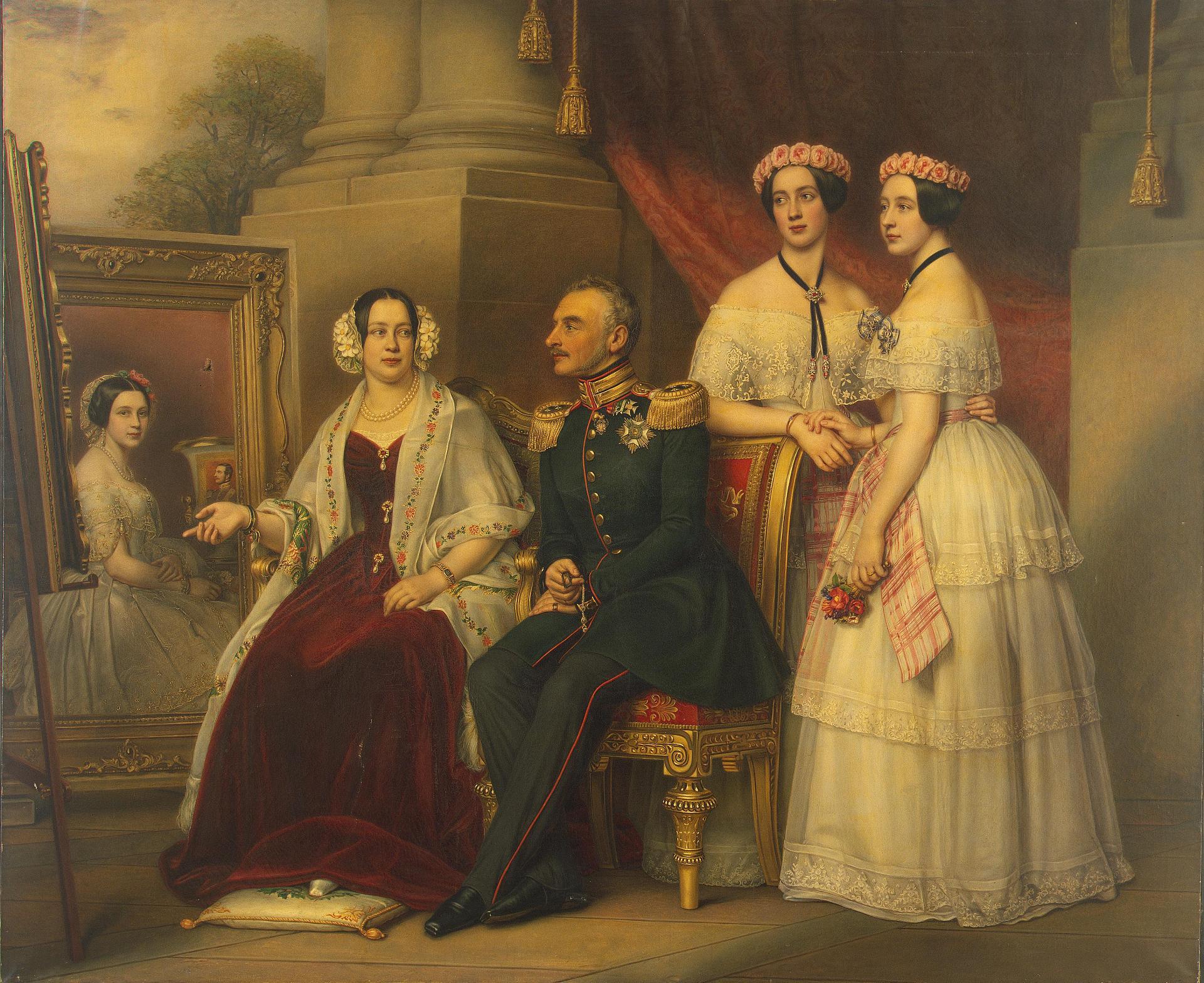
Jozef en zijn gezin door Joseph Karl Stieler 1847-1848

## Kinderen
Jozef en Amelie hadden de volgende kinderen:
- Alexandrine Marie (1818-1907), gehuwd met George V van Hannover
- Pauline Frederika Henriëtte (1819-1825)
- Theresia (1823-1915)
- Elisabeth Pauline Alexandrine (1826-1896), gehuwd met Peter II van Oldenburg
- Elisabeth Alexandra (1830-1911), gehuwd met Constantijn Nikolajevitsj, zoon van Nicolaas I van Rusland
- Louise (1832-1833)